# Los ángeles del volante
Los ángeles del volante és una comèdia espanyola estrenada al setembre de 1957. Va ser coescrita, produïda i dirigida per Ignasi Ferrés i Iquino i protagonitzada en els papers principals per Fernando Fernán Gómez, José Isbert, José Luis Ozores, Manolo Morán, Tony Leblanc i Julia Martínez.

## Sinopsi
Juan és un taxista que ha estat a punt d'atropellar a Luisa, una dona desesperada que ha intentat suïcidar-se. Com la noia contínua en estat de xoc, decideix acompanyar-la a una taverna on sol acudir a sopar amb els seus companys de professió. Entre tots ells li contaran diverses anècdotes amb casos igualment problemàtics i difícils amb final feliç, per a tractar d'animar-la.

## Repartiment
- Fernando Fernán Gómez com	Juan.
- José Luis Ozores com Remigio.
- José Isbert com Cristóbal.
- Manolo Morán com Pepe.
- Tony Leblanc com Carota.
- Julia Martínez com Luisa.
- María Martín com Rosi.
- Trini Montero com Lina.
- Diana Maggi com Emiliana Fernández 'Pinky'.
- Antonio Riquelme com Antonio.
- Julia Caba Alba com Teresa.
- Juan de Landa com Nicolás.
- Antonio Casas com Manazas.
- María Isbert com Florista.
- Gustavo Re com Substitut del Manazas.
- Roberto Camardiel com Policia.
- Rafael Hernández com Policia.

## Premis
La pel·lícula va rebre un premi de 100.000 pessetes als Premis del Sindicat Nacional de l'Espectacle de 1957.